# Theleporus ajovalliensis
Theleporus ajovalliensis är en svampart som beskrevs av Gilb. & M. Blackw. 1982. Theleporus ajovalliensis ingår i släktet Theleporus och familjen Grammotheleaceae.   Inga underarter finns listade i Catalogue of Life.